# Битом
Бѝтом (на полски: Bytom; на немски: Beuthen in Oberschlesien; на латински: Bithomia, Bethania; на чешки: Bitom; на силезки: Bytōm) е град в Южна Полша, Силезко войводство. Административно е обособен в самостоятелен градски окръг (повят) с площ 69,44 км2.

## География
Градът се намира в историческата област Горна Силезия. Част е от Горносилезката метрополия. Разположен е на надморска височина между 249 и 330 метра. В Битом се намират четири университета.

## Население
Според данни от полската Централна статистическа служба, към 1 януари 2014 г. населението на града възлиза на 173 439 души. Гъстотата е 2 498 души/км2.
Демография:
- 1629 – 1377 души
- 1761 – 793 души
- 1840 – 4079 души
- 1890 – 36 905 души
- 1939 – 101 084 души
- 1946 – 93 179 души
- 1955 – 180 676 души
- 1965 – 191 041 души
- 1975 – 234 421 души
- 1987 – 239 800 души
- 1998 – 205 560 души
- 2009 – 183 251 души

## Личности
- Лешек Енгелкинг (р.1955), полски писател и преводач

## Фотогалерия
- Спящият лъв
- Силезка опера
- Горносилезки музей
- Железопътна гара
- Църква „Св. Варвара“
- Църква „Св. Богородица“
- Църква „Св. Троица“
- Гледка от Битом